# Kabinettsprinzip
Nach dem Kabinettsprinzip werden Beschlüsse der Regierung von allen Kabinettsmitgliedern durch Mehrheitsbeschlüsse gefasst. Weicht der Bundeskanzler von der Mehrheitsmeinung ab, kann er seine Richtlinienkompetenz in Anspruch nehmen.
Im Artikel 65 des Grundgesetzes heißt es dazu: „Der Bundeskanzler bestimmt die Richtlinien der Politik und trägt dafür die Verantwortung. Innerhalb dieser Richtlinien leitet jeder Bundesminister seinen Geschäftsbereich selbständig und unter eigener Verantwortung. Über Meinungsverschiedenheiten zwischen den Bundesministern entscheidet die Bundesregierung.“
Das Kabinett besteht aus dem Kanzler sowie den Ministern. Das Kabinett kann Gesetzesinitiativen beschließen. Beschlussfähigkeit des Gremiums ist gegeben bei Anwesenheit des Kanzlers sowie der Hälfte der Minister.
Das Kabinettsprinzip ist eine Form des Kollegialitätsprinzip. Neben dem Kanzlerprinzip steht es auch mit dem Ressortprinzip in Konkurrenz. 